# Juan de Mariana
Juan de Mariana (Talavera, 1536 – 1624. február 17.) spanyol jezsuita teológus és történetíró.

## Életpályája
Az alcalai egyetemen tanult és azután a jezsuita rendbe lépett. 1560-ban Olaszországban és Franciaországban járt, később a teológia tanára lett Rómában, majd Párizsban. Rómában a tanítványai között volt Bellarmin Róbert is.
1574-ben rossz egészségi állapota miatt engedélyt kért a Spanyolországba való visszatérésre; élete hátralévő részét a toledói jezsuita rendházban élénk irodalmi tevékenység mellett folytatta. Madridban halt meg.

## Művei
1625-ben, tehát halála után jelent meg a De las enfermedades de la Compania y de sus renmedios című munka (Bordeaux), melyben a jezsuita rendben elharapódzott visszaélések ecseteli és ezen bajok orvoslását hozza javaslatba.
Történeti munkái közül emlitendők: Historia de rebus Hispaniae (Toledo, 1592, összesen 50 kötet: a mainzi és frankfurti kiadás újabb keletű, 1605); Schottnak Hispania illustrata című műve II. és IV. kötetében latin forditás jelent meg e fontos munkából (1606), melyet Mariana maga fordított le spanyol nyelvre (Toledo, 1601, 2 kötet). Továbbá: De rege et regis institutione (uo. 1599); De ponderibus et mensuris (uo. 1599); Scholia in Vetu sac Nov. Testamentum (Madrid, 1619); De spectaculis (1599, melyben az akkori színházat kárhoztatta; ez a mű a Tractatus septem című munkában is megjelent, Köln, 1609). Kiadta továbbá és jegyzetekkel látta el Sevillai Szent Izidor és Lucas Tudensis műveit. Fontosabb művei fel vannak véve a Biblioteca de autores espanoles 30. és 31. kötetébe.